# Cyphotilapia
Cyphotilapia (Gr.: „kyphos“ = Buckel + Tilapia) ist eine Gattung aus der Familie der Buntbarsche (Cichlidae), die im ostafrikanischen Tanganjikasees endemisch ist. Es gibt zwei Arten, der Tanganjika-Beulenkopf (Cyphotilapia frontosa) der im nördlichen Teil des Tanganjikasees beheimatet ist und Cyphotilapia gibberosa aus dem südlichen Abschnitt des Sees.

## Merkmale
Cyphotilapia-Arten sind hochrückig, seitlich abgeflacht und zeigen bei heller Grundfärbung auf den Körperseiten sechs oder sieben schwärzliche bis tiefblaue Streifen, von denen der erste durch das Auge verläuft und der letzte auf dem Schwanzstiel liegt. Die Flossen sind bläulich bis grau. Ältere Exemplare bekommen einen stark ausgeprägten Stirnbuckel. Die Körperhöhe liegt bei 38,2 bis 51,2 % der SL. Die Rückenflossenbasis hat eine Länge von 53,8 bis 64,6 % der SL. Zwei bis drei Schuppenreihen liegen zwischen der oberen und unteren Seitenlinie. In einer mittleren Längsreihe auf der Körperseite haben Cyphotilapia-Arten 33 bis 36 Schuppen. Auf der äußeren Zahnreihe des Oberkiefers sitzen 31 bis 62 Zähne. 

## Lebensweise
Cyphotilapia-Arten leben in mehr oder weniger großen Gruppen meist in Tiefen von 30 bis 40 Metern, ältere Tiere auch tiefer. Die Fische ernähren sich vor allem von Weichtieren und von kleineren Fischen. Sie sind Maulbrüter, die meist in Höhlen laichen. Die Weibchen betreuen die Jungfische bis zu einem Alter von 6 Wochen. Ein Gelege kann maximal bis zu 50 Eier umfassen, es gibt aber nur selten mehr als 20 bis 25 Eier. Sie sind fast erbsengroß.

## Systematik
Die Gattung wurde 1920 durch den britischen Ichthyologen Charles Tate Regan mit Cyphotilapia frontosa als einziger Art eingeführt. 2003 beschrieben zwei japanische Ichthyologen die zweite Art. Cyphotilapia ist die einzige Gattung der Tribus Cyphotilapiini innerhalb der Unterfamilie Pseudocrenilabrinae. Die Schwestergattung von Cyphotilapia ist wahrscheinlich Trematochromis.